# Puchar Malty w piłce siatkowej mężczyzn (2011)
Puchar Malty w piłce siatkowej mężczyzn 2011 (ang. Fr. Tony Parnis National Cup 2011) - rozgrywki o siatkarski Puchar Malty organizowane przez Maltański Związek Piłki Siatkowej (ang. Malta Volleyball Association). Zainaugurowane zostały 2 stycznia i trwały do 6 lutego 2011 roku. Brały w nich udział kluby z Maltańskiej Ligi Siatkówki.
Rozgrywki składały się z pierwszej rundy, półfinałów i meczów finałowych. W pierwszej rundzie drużyny zostały podzielone w pary i rozegrały ze sobą po jednym spotkaniu. Zwycięzcy par dołączyli w półfinałach do dwóch najlepszych klubów: Valletta San Antonio i Aloysians Defenders. Zdobywcą Pucharu Malty został zespół Valletta San Antonio, który wygrał dwa mecze finałowe z Attard Tenovar.
Wszystkie mecze rozgrywane były w Cottonera Sports Complex w Paoli.

## Terminarz
| Runda     | Termin          | Termin           | Liczba meczów |
| Runda     | pierwszy mecz   | ostatni mecz     | Liczba meczów |
| --------- | --------------- | ---------------- | ------------- |
| 1. runda  | 2 stycznia 2011 | 15 stycznia 2011 | 2             |
| Półfinały | 8 stycznia 2011 | 30 stycznia 2011 | 2             |
| Finały    | 5 lutego 2011   | 6 lutego 2011    | 2             |

## Drużyny uczestniczące
| Maltańska Liga Siatkówki | Maltańska Liga Siatkówki |
| Zespół                   | Osiągnięcie              |
| ------------------------ | ------------------------ |
| Aloysians Defenders      | półfinał                 |
| Attard Tenovar           | finał                    |
| Fleur-de-Lys             | półfinał                 |
| Mġarr                    | 1. runda                 |
| Sliema                   | 1. runda                 |
| Valletta San Antonio     | zwycięstwo               |

## Drabinka
|  |                |                |                      |                      |   |                |                |          |  |  |       |       |       |
|  | Ćwierćfinał    | Ćwierćfinał    | Ćwierćfinał          |                      |   | Półfinał       | Półfinał       | Półfinał |  |  | Finał | Finał | Finał |
|  | Ćwierćfinał    | Ćwierćfinał    | Ćwierćfinał          |                      |   | Półfinał       | Półfinał       | Półfinał |  |  | Finał | Finał | Finał |
|  |                |                |                      |                      |   |                |                |          |  |  |       |       |       |
|  |                |                |                      |                      |   |                |                |          |  |  |       |       |       |
|  |                |                |                      |                      |   |                |                |          |  |  |       |       |       |
|  |                |                |                      |                      |   |                |                |          |  |  |       |       |       |
|  |                |                |                      |                      |   |                |                |          |  |  |       |       |       |
|  |                |                | Aloysians Defenders  | Aloysians Defenders  | 1 |                |                |          |  |  |       |       |       |
|  |                |                |                      | Aloysians Defenders  | 1 |                |                |          |  |  |       |       |       |
|  |                |                | Attard Tenovar       | Attard Tenovar       | 3 |                |                |          |  |  |       |       |       |
|  | Attard Tenovar | Attard Tenovar | Attard Tenovar       | Attard Tenovar       | 3 | 3              |                |          |  |  |       |       |       |
|  | Attard Tenovar | Attard Tenovar |                      |                      |   |                |                |          |  |  |       |       |       |
|  | Sliema         | Sliema         | 0                    |                      |   |                |                |          |  |  |       |       |       |
|  | Sliema         | Sliema         | 0                    |                      |   | Attard Tenovar | Attard Tenovar | 0 0      |  |  |       |       |       |
|  |                |                |                      |                      |   |                |                |          |  |  |       |       |       |
|  |                |                | Valletta San Antonio | Valletta San Antonio | 3 |                |                |          |  |  |       |       |       |
|  |                |                | Valletta San Antonio | Valletta San Antonio | 3 |                |                |          |  |  |       |       |       |
|  |                |                |                      |                      |   |                |                |          |  |  |       |       |       |
|  |                |                |                      |                      |   |                |                |          |  |  |       |       |       |
|  |                |                | Valletta San Antonio | Valletta San Antonio | 3 |                |                |          |  |  |       |       |       |
|  |                |                |                      | Valletta San Antonio | 3 |                |                |          |  |  |       |       |       |
|  |                |                | Fleur-de-Lys         | Fleur-de-Lys         | 0 |                |                |          |  |  |       |       |       |
|  | Mġarr          | Mġarr          | Fleur-de-Lys         | Fleur-de-Lys         | 0 | 0              |                |          |  |  |       |       |       |
|  | Mġarr          | Mġarr          |                      |                      |   |                |                |          |  |  |       |       |       |
|  | Fleur-de-Lys   | Fleur-de-Lys   | 3                    |                      |   |                |                |          |  |  |       |       |       |
|  | Fleur-de-Lys   | Fleur-de-Lys   | 3                    |                      |   |                |                |          |  |  |       |       |       |

## 1. runda
| Data       | Drużyna 1      | Wynik meczu               | Drużyna 2    |
| ---------- | -------------- | ------------------------- | ------------ |
| 15.01.2011 | Attard Tenovar | 3:0 (25:0, 25:0, 25:0)    | Sliema       |
| 02.01.2011 | Mġarr          | 0:3 (14:25, 19:25, 22:25) | Fleur-de-Lys |

## Półfinały
| Data       | Drużyna 1            | Wynik meczu                      | Drużyna 2      |
| ---------- | -------------------- | -------------------------------- | -------------- |
| 30.01.2011 | Aloysians Defenders  | 1:3 (16:25, 22:25, 25:23, 17:25) | Attard Tenovar |
| 08.01.2011 | Valletta San Antonio | 3:0 (25:18, 25:23, 25:23)        | Fleur-de-Lys   |

## Finały
| Data       | Drużyna 1            | Wynik meczu               | Drużyna 2            |
| ---------- | -------------------- | ------------------------- | -------------------- |
| 05.02.2011 | Attard Tenovar       | 0:3 (22:25, 23:25, 18:25) | Valletta San Antonio |
| 06.02.2011 | Valletta San Antonio | 3:0 (25:18, 25:23, 26:24) | Attard Tenovar       |

## Klasyfikacja końcowa
| Miejsce | Zespół               |
| ------- | -------------------- |
| 1       | Valletta San Antonio |
| 2       | Attard Tenovar       |
| 3-4     | Aloysians Defenders  |
| 3-4     | Fleur-de-Lys         |
| 5-6     | Mġarr                |
| 5-6     | Sliema               |